# اشرتون (تگزاس)
اشرتون، تگزاس(به انگلیسی: Asherton, Texas) شهری در ایالت تگزاس از ایالات جنوبی ایالات متحده آمریکا است. در سرشماری سال ۲۰۰۰، جمعیت این شهر ۱۳۴۲ نفر اعلام شد.